# Свети Георги (Златоград)
Вижте пояснителната страница за други значения на Свети Георги.
„Свети Георги“ е православна църква в българския град Златоград, част от Пловдивската епархия на Българската православна църква.
Построена е по време на Възраждането в 1871 година в Даръдере, днес Златоград. Сградата на църквата е голяма, куполна едноапсидна псевдобазилика с открит притвор на запад. В църквата „Свети Георги“ има красив иконостас и много икони на известни зографи. В храма работят зографи от Дебърската художествена школа. Видният представител на Дебърската школа българският зограф Нестор Трайков е автор на иконите от царския род на иконостаса и на храмовата икона на Свети Георги. Освен Нестор Трайков в храма работят и братята зографи Михаил, Пане и Теофил Гюрчинови.

## Галерия
- Иконостасът в църквата „Св. Георги“.
- Икона на патрона на църквата от Нестор Трайков.
- Икона на Свети Йоан Кръстител в църквата от Нестор Трайков.
- Икона на Свети Кирил и Методий в църквата от Нестор Трайков.